# Аламут (роман)
Аламут је историјски роман, дело словеначког писца Владимира Бартола. Прво издање штампано је 1938. године, а славу је стекао тек седам деценија касније, када је дошло до сукоба са исламским светом (9/11, напади у Мадриду и Лондону). Тада је књига показала историјску проблематику и своје визионарство. На српском језику роман се појавио 1954. године у преводу Јосипа Зидара и Маријане Зандор.